# Калінінградський тролейбус
Калінінградський тролейбус — тролейбусна система міста Калінінград. Вперше тролейбусна система Кенігсберга створена у 1943 році, але була знищена під час взяття міста радянською армією. Повторно введена в експлуатацію тролейбусна система 5 листопада 1975 року.
У своєму нинішньому вигляді калінінградський тролейбус існує з 1975 року. Нині діє 5 тролейбусних маршрутів. Їх обслуговують 45 тролейбусів, в основному моделі «Тролза». ЗіУ-682Г-016.04 в основному обслуговують маршрут № 7. 
Експлуатацію калінінградського тролейбуса здійснює муніципальне підприємство рос. «КалининградГорТранс» (Київська вулиця, 17).

## Історія

### Перша тролейбусна система (1943—1945)
Перші тролейбуси з'явилися на вулицях міста ще коли він називався Кенігсбергом. У 1943 році за наказом гауляйтера Східної Пруссії Еріха Коха з окупованого Києва до Кенігсберга були привезені тролейбуси радянського виробництва ЯТБ-2, а також дроти для контактної мережі та обладнання для тягової підстанції. Для перевезення був виділений спеціальний ешелон. Окрім обладнання у Кенігсберг з окупованих районів СРСР були доставлені техніки-фахівці з експлуатації тролейбусного господарства і водії тролейбусів. Однією з причин, які змусили Коха потурбуватися розвитком електротранспорту в Кенігсберзі був дефіцит бензину для міських автобусів (бензин в першу чергу йшов на потреби фронту).
У Кенігсберзі тролейбусне сполучення здійснювалося за маршрутом від нинішньої вулиці Дзержинського до нинішнього Калінінградського морехідного училища на Ленінському проспекті. Тягова підстанція була розміщена у тодішньому районі Розенау (нині — поруч з вулицею Дзержинського).
Кох особисто відкривав тролейбусний рух у східнопруській столиці. У ході церемонії він навіть заявив, що «ролл-тролі» (так стали називати тролейбуси) допоможуть Німеччині виграти війну. Перед виходом на лінію радянські тролейбуси були модернізовані на заводі «Штайнфурт». Тут встановили нові сидіння, а пасажирський салон був прикрашений дзеркалами і фіранками.
Кенігсбергські (колишні київські) тролейбуси були знищені під час штурму міста радянськими військами 6—9 квітня 1945 року. Відразу після війни тролейбусний рух відновлювати не стали. Тільки через 30 років потому у Калінінграді було відкрито тролейбусний рух.

### Толейбусна система (1975— понині)
Нова тролейбусна система відкрилася 5 листопада 1975 року. Станом на 1997 рік у місті було 6 тролейбусних маршрутів. 
У 2000-х роках міська влада робила заяви про те, що нові тролейбусні лінії будуть будуватися натомість знятих трамвайних ліній, зокрема на вулицях Олександра Невського, Горького та Гагаріна. Насправді була відкрита нова лінія по вулиці Горького. 
З 24 грудня 2007 року маршрути № 3 та № 4 були об'єднані в один, який успадкував № 3, а маршрут № 4 був скасований. Три маршрути були повністю закриті, два — скорочені.
16 жовтня 2010 року відкртий новий тролейбусний маршрут № 1 «Південний вокзал — Чкаловський поворот» новою лінією на Радянському проспекті.
2 березня 2011 року надійшов перший тролейбус четвертого покоління БКМ-420. Через рік відбулася зустріч керівництва міста з представниками БКМ-420002 і 1 трамвая БКМ-62103 у вузькому кузові і візках на колію 1000 мм. 
18 грудня 2011 року тролейбусний маршрут № 1 продовжений у Балтійський район до к/ст «Вулиця Уляни Громової».
1 липня 2012 року до міста прибув перший з 10 тролейбусів БКМ-420002.
2 травня 2017 року міська влада Калінінграда заявила, що не планує розвивати у найближчому майбутньому тролейбусну мережу, а лише придбати для доукомплектування діюче тролейбусне депо 12 машинами. Контактна мережа підтримується лише на діючих маршрутах. Планувалося демонтувати контактну мережу на вулицях Олександра Невського, Суворова і в селищі Борисово. Нині ці контактні мережі живлять трансформаторні станції, які доводиться обслуговувати. 
Згідно з розробленою у 2016 році нової маршрутної мережі у Калінінграді повинні функціонувати 6 тролейбусних маршрутів. Через відсутність рухомого складу, по маршруту № 5 курсують автобуси. Аналогічна ситуація іноді відбувається і на маршруті № 2. Маршрут № 9 так і не був запущений, через відсутність контактної мережі на Сельмі. В результаті мешканці залишилися не тільки без електротранспорту, а й без альтернативного автобусного сполучення.
З 1 грудня 2018 року вартість проїзду в міському електротранспорті Калінінграда збільшена з 20 до 24 рублів.
29 липня 2019 року, у зв'язку з капітальним ремонтом вулиці Київської від проспекту Калініна до трамвайного депо із заміною трамвайних рейок, проїзд для міського електротранспорту до депо був закритий. На парковці біля Південного вокзалу був організований майданчик для відстою тролейбусів та трамваїв. На к/ст. «Вулиця Дюнна» обладнаний майданчик для технічного обслуговування та ремонту трамваїв, тролейбуси для даних цілей доставлялися до депо за допомогою тягача.
14 лютого 2020 року завершено монтаж контактної мережі вулицями Залізничною та Київською до трамвайного депо. У зв'язку з цим, став відкритий проїзд тролейбусів до депо, тимчасовий відстій на парковці Південного вокзалу ліквідовано. Крім того, тролейбусному маршруту № 1 відновлена колишня схема руху від к/ст. «Чкаловський поворот» до к/ст. «Вулиця Уляни Громової».

## Маршрути
Станом на травень 2017 року у Калінінграді існувало 5 маршрутів. Існували плани будівництва тролейбусної лінії по вулицях Олександра Невського, Гагаріна, у зв'язку з ліквідацією на цих вулицях трамвая, та в селище Прибережний. Проте останнім часом міська влада відмовилась від прокладання тролейбусної мережі на вул. Олександра Невського. Натомість на прибраній з вулиці Горького трамвайної лінії змонтована і запущена тролейбусна лінія. Введені маршрути, що з'єднують селище імені Олександра Космодем'янського з Південним мікрорайоном і вулицею Гайдара.
Нині в Калінінграді діє одне тролейбусне депо (Київська вулиця, 17) 54°41′21″ пн. ш. 20°30′11″ сх. д. / 54.68917° пн. ш. 20.50306° сх. д..
Станом на 2020 рік в Калінінграді експлуатуються лише 3 тролейбусних маршрути:
| Перелік тролейбусних маршрутів в місті Калінінград | Перелік тролейбусних маршрутів в місті Калінінград | Перелік тролейбусних маршрутів в місті Калінінград | Перелік тролейбусних маршрутів в місті Калінінград | Перелік тролейбусних маршрутів в місті Калінінград |
| №                                                  | Початковий пункт                                   | Маршрут руху | Кінцевий пункт                                     | Примітки |
| -------------------------------------------------- | -------------------------------------------------- | --- | -------------------------------------------------- | --- |
| 1                                                  | Вулиця Уляни Громової                              | вулиця Батальна — вулиця Інженерна — вулиця Київська — Південний вокзал — Ленінський проспект — площа Перемоги — Північний вокзал — вулиця Нарвська — Радянський проспект         | Чкаловський поворот                                | З 16 березня по червень 2020 року, у зв'язку з проведенням капітального ремонту дорожнього полотна по вулиці Інженерній, маршрут тимчасово скорочений до к/ст Південний вокзал.              |
| 1                                                  | Чкаловський поворот                                | Радянський проспект — вулиця Космонавта Леонова — вулиця Театральна — Ленінський проспект — Південний вокзал — вулиця Суворова                                                    | Завод «Янтар»                                      | Скасований 15 жовтня 2010 року. |
| 2                                                  | Автоцентр «Тойота»                                 | Московський проспект — Гвардійський проспект — вулиця Театральна — проспект Миру — вулиця Космонавта Леонова — вулиця Маршала Борзова                                             | Вулиця Червона                                     | У зв'язку з нестачею тролейбусів маршрутом також курсують автобуси МКП «Калінінградміськтранс».                                                                                              |
| 3                                                  | Селище Борисово                                    | вулиця підполковника Ємельянова — вулиця Дзержинського — проспект Калініна — Ленінський проспект — вулиця Театральна                                                              | ЦПКіВ                                              | До 2008 року маршрут був до селища Олександра Космодем'янського. |
| 3К                                                 | Селище Борисово                                    | вулиця підполковника Ємельянова — вулиця Дзержинського — проспект Калініна | Південний вокзал                                   | |
| 4                                                  | Селище Олександра Космодемьянского                 | вулиця сержанта Карташова — проспект Перемоги — проспект Миру — Ленінський проспект                                                                                               | Південний вокзал                                   | |
| 5                                                  | Автоцентр «Тойота»                                 | Московський проспект — Ленінський проспект | Південний вокзал                                   | До вересня 2008 року від Південного вокзалу далі йшов через вулицю Суворова — завод «Янтар» — вулицю Транспортну. Скасований у січні 2010 року. З 21 березня 2010 року як повністю змінений. |
| 5                                                  | Вулиця Уляни Громової                              | вулиця Батальна — вулиця Інженерна — вулиця Київська — Південний вокзал — Ленінський проспект — вулиця Театральна — проспект Миру — проспект Перемоги — вулиця Сержанта Карташова | Селище Олександра Космодемьянского                 | Обслуговується автобусами «Калінінградміськтранс». |
| 6                                                  | Селище Олександра Космодемьянського                | вулиця Сержанта Карташова — проспект Перемоги — проспект Миру — вулиця Театральна — вулиця Черняховського — Центральний ринок — вулиця Горького                                   | Вулиця Гайдара                                     | |
| 6                                                  | Вулиця Уляни Громової                              | вулиця Батальна — вулиця Київська — Південний вокзал — Ленінський проспект — вулиця Театральна                                                                                    | ЦПКіВ                                              | Маршрут з'явився наприкінці 1980-х років після великого будівництва в районі вулиць Батальної, Громової і далі до Окружної дороги.                                                           |
| 6К                                                 | Вулиця Уляни Громової                              | вулиця Батальна — вулиця Київська | Південний вокзал                                   | |
| 7                                                  | Автоцентр «Тойота»                                 | Московський проспект — Ленінський проспект — вулиця Черняховського — Центральний ринок — вулиця Горького                                                                          | Вулиця Гайдара                                     | |

## Рухомий склад
Станом на літо 2012 року рухомий склад Калінінградського тролейбуса складається з 48 машин. Велика їх частина — тролейбуси ЗіУ-9 (модифікація ЗіУ-682) і Тролза-5275.05 «Оптіма» (придбано 10 одиниць у 2006 році).
Влітку 2006 року мерія Калінінграда провела конкурс на закупівлю десяти нових тролейбусів. Конкурс виграли тролейбусобудівники з Енгельса (компанія «Тролза»). Проте волгоградський завод «Російський автобус», який опинився на другому місці, вважав за потрібне надіслати в Калінінград на обкатку тролейбус свого виробництва (тролейбус на базі автобуса ЛІАЗ). Цей тролейбус (№ 153) повинен був пропрацювати три місяці на маршруті № 2. Його дослідна експлуатація почалася 8 серпня. Через 4 роки тролейбус досі курсує на вулицях міста.
У 2009 році було отримано 18 машин ЗіУ-682Г-016.04.
16 жовтня 2010 року відкрився новий тролейбусний маршрут № 1 «Південний вокзал — Чкаловський поворот» по новій лінії на Радянському проспекті.
2 березня 2011 року до Калінінграду надійшов тролейбус четвертого покоління БКМ 420. Через рік відбулася зустріч керівництва міста з представниками заводу «Белкомунмаш», на якій було підписано угоду про постачання 10 тролейбусів БКМ-420002 і 1 трамвая БКМ-62103 у вузькому кузові з візками для колії 1000 мм. 
18 грудня 2011 року маршрут № 1 подовжений у Балтійський район до кільця вул. Уляни Громової.
1 липня 2012 року до міста прибув перший з 10 тролейбусів БКМ-420002.
12 жовтня 2013 року надійшов новий тролейбус моделі ВМЗ-5298.01 «Авангард», а вже 27 жовтня 2013 року надійшов другий.
| Статистика рухомого складу станом на квітень 2020 року | Статистика рухомого складу станом на квітень 2020 року | Статистика рухомого складу станом на квітень 2020 року |
| Тип моделі                                             | Кількість                                              | Роки експлуатації                                      |
| Пасажирський                                           | Пасажирський                                           | Пасажирський                                           |
| ------------------------------------------------------ | ------------------------------------------------------ | ------------------------------------------------------ |
| ЗіУ-682Г-016.04                                        | 18                                                     | 2009— понині                                           |
| БКМ-420030 «Вітовт»                                    | 11                                                     | 2009— понині                                           |
| ТролЗа-5275.05 «Оптіма»                                | 9                                                      | 2006— понині                                           |
| ВМЗ-5298.01 «Авангард»                                 | 6                                                      | 2013— понині                                           |
| БКМ-42003А «Вітовт»                                    | 1                                                      | 2012— понині                                           |
| Всього:                                                | 45                                                     |                                                        |
| Виведений з експлуатації                               |                                                        |                                                        |
| АКСМ 101ПС                                             | 2                                                      | 1996—2018                                              |
| ВМЗ-5298.00 (ВМЗ-375)                                  | 1                                                      | 2002—2018                                              |
| ЛіАЗ-5280 (ВЗТМ)                                       | 1                                                      | 2006—2018                                              |
| БТЗ-52761Р                                             | 1                                                      | 2009—2018                                              |